# Wolkensoort
Wolkensoorten zijn onderdeel van een internationaal systeem om wolken te classificeren naar eigenschap volgens de internationale wolkenclassificatie. Dit systeem wordt tegenwoordig internationaal gebruikt en is gebaseerd op een systeem dat Luke Howard in 1802 maakte. De benaming soort is afgekeken van de binomiale nomenclatuur.
Wolkensoorten zijn de derde laag in de rangorde om wolken onder te verdelen (na de wolkenfamilies en de wolkengeslachten) en dat gebeurt door middel van veertien termen om de vorm en structuur van wolken te beschrijven. Ieder van deze termen heeft een afkorting van drie letters en de termen worden gebruikt als het tweede deel in de naam van de wolkensoort. De veertien termen zijn de volgende, waarbij in de vijfde kolom de geslachten genoemd worden waarbij deze termen in combinatie mee gebruikt worden.
| Soortnaam    | Afkorting | Betekenis                                        | Omschrijving | Geslacht       |
| ------------ | --------- | ------------------------------------------------ | --- | -------------- |
| Calvus       | cal       | kaal, niet draadvormig                           | een krachtige verticale ontwikkeling (toppen verrijzen), contouren aan de bovenkant vervagen, bloemkoolstructuur wordt minder | Cb             |
| Capillatus   | cap       | langharig, behaard, draadvormig                  | bovenkant is langharig, vezelig of gestreept, ongeordende wolkenontwikkeling, cirruswolken vaak in de nabijheid | Cb             |
| Castellanus  | cas       | kantelen- of torenvormig                         | de bovenzijde lijkt op kantelen of torens, meestal wijzend op chaotische windrichting | Sc, Ac, Cc, Ci |
| Congestus    | con       | sterk opbollend                                  | ophoping tot bloemkoolachtige wolkenformaties met bobbels en uitstulpingen, veroorzaakt door aanhoudende opwaartse luchtverplaatsing, en veranderen voortdurend van vorm, grote verticale hoogte die groter is dan de basis                                                       | Cu             |
| Fibratus     | fib       | draadvormig, vezelig                             | draderig, vezelig uiterlijk met strakke of gelijkmatige bochten en geen afzonderlijke haken | Ci, Cs         |
| Floccus      | flo       | vlokvormig, wolvlok                              | wolken met de vorm van kleine propjes als wattenflokken, individuele bosjes van wolken met rafelige basis en vaak met opvallend virga, flinke onstabiliteit ter plaatse en vaak voorbode van onweer                                                                               | Ac, Cc, Ci     |
| Fractus      | fra       | flarden, gebroken                                | gebroken wolk, rafelige randen en basis met (gewoonlijk) witte wolkenflarden en enigszins ronde toppen | Cu, St         |
| Humilis      | hum       | nauwelijks ontwikkeld, bescheiden, laag en klein | wolk met beperkte verticale hoogte met de lengte veel groter dan de hoogte, afgeplat | Cu             |
| Lenticularis | len       | lensvormig, amandelvormig                        | lens- of amandelvormige wolken met soms aan de rand irisatie (een parelmoerglans), ontstaan en verdwijnen snel, en kunnen dan op een andere plaats terugkomen, vaak in bergachtige gebieden met als gevolg van het reliëf stijgende en dalende bewegingen van vochtige luchtlagen | Sc, Cc, Ac     |
| Mediocris    | med       | middelmatig                                      | wolken met gemiddelde/middelmatige hoogte, met ongeveer gelijke hoogte als lengte, enigszins omhoog groeiend | Cu             |
| Nebulosus    | neb       | nevelig, sluierachtig, nevelslierten             | structuurloze wolkenlaag zonder duidelijke kenmerken, lager gelegen basis die hoger gelegen delen van het landschap in de mist lijken te hullen | St, Cs         |
| Spissatus    | spi       | dicht, in elkaar vervlochten                     | voldoende dichte wolk om de zon te versluieren, naar de zon toe vaak in grijze tint, mogelijk aan de top van een cumulonimbuswolk, onderzijde vaak met valstrepen van ijskristallen (virga)                                                                                       | Ci             |
| Stratiformis | str       | laagvormig                                       | aaneengesloten laag lijkend op een grote en egale wolkendeken | Sc, Ac, Cc     |
| Uncinus      | unc       | haakvormig, klauwvormig                          | haakvormig zonder zichtbare kop, langgerekte toefjes, een langgerekte komma | Ci             |

Niet alle termen komen in combinatie met alle geslachten als soort voor, maar zijn slechts voor een deel van de geslachten van toepassing. Altostratus en Nimbostratus kennen geen onderverdeling in soorten. De wolkengeslachten met de wolkensoorten zijn:
- Altocumulus: Altocumulus stratiformis (Ac str), Altocumulus lenticularis (Ac len), Altocumulus castellanus (Ac cas), Altocumulus floccus (Ac flo)
- Cirrocumulus: Cirrocumulus stratiformis (Cc str), Cirrocumulus lenticularis (Cc len), Cirrocumulus castellanus (Cc cas), Cirrocumulus floccus (Cc flo)
- Cirrostratus: Cirrostratus fibratus (Cs fib), Cirrostratus nebulosus (Cs neb)
- Cirrus: Cirrus fibratus (Ci fib), Cirrus uncinus (Ci unc), Cirrus spissatus (Ci spi), Cirrus castellanus (Ci cas), Cirrus floccus (Ci flo)
- Cumulonimbus: Cumulonimbus calvus (Cb cal), Cumulonimbus capillatus (Cb cap)
- Cumulus: Cumulus humilis (Cu hum), Cumulus mediocris (Cu med), Cumulus congestus (Cu con), Cumulus fractus (Cu fra)
- Stratocumulus: Stratocumulus stratiformis (Sc str), Stratocumulus lenticularis (Sc len), Stratocumulus castellanus (Sc cas)
- Stratus: Stratus nebulosus (St neb), Stratus fractus (St fra)